# Popgasm
Popgasm — второй студийный альбом финской поп-рок группы Sunrise Avenue. Был издан 6 мая 2009 года. Альбом включает три сингла: «The Whole Story», «Not Again» и «Welcome to My Life».
Ни одна из песен не смогла повторить успеха хита «Fairytale Gone Bad» предыдущего альбома On the Way to Wonderland. Альбом в целом немного тише, чем его предшественник, но так же относится к жанру поп-рок.

## Список композиций
1. Dream Like a Child — 4:21
2. The Whole Story — 3:33
3. Rising Sun — 3:54
4. Welcome to My life — 3:29
5. Not Again — 3:52
6. Bad — 3:28
7. Monk Bay — 03:49
8. Bye Bye (One Night Kind) — 3:19
9. Kiss ‘n’ Run — 3:14
10. 6-0 — 3:15
11. Birds and Bees — 3:07
12. Sail Away with Me — 4:07
13. My Girl Is Mine — 3:15
14. Something Sweet — 6:42

### Премьеры
Как сингл песня «The Whole Story» была издана в марте 2009 года в Германии, песня была выпущена официально 30 Марта 2009 года. «Not Again» была выпущена в качестве второго сингла в начале сентября 2009 года. Третий сингл «Welcome to My Life» был выпущен 20 ноября 2009 года.